# Internet Movie Database
Internet Movie Database (IMDb) je on-line databáze informací o filmech, televizních pořadech, hercích, herečkách, režisérech a všem ostatním, co s filmovou tvorbou souvisí.
Databáze vznikla ze seznamu udržovaného ve FAQ Usenetové skupiny rec.arts.movies. Koncem roku 1990 už seznam obsahoval přes deset tisíc položek, a Col Needham, jeden z účastníků skupiny, zveřejnil sadu UNIXových shell skriptů, umožňující jeho rychlé prohledávání.
V roce 1993 bylo vytvořeno webové rozhraní pro přístup k databázi a zpřístupněna možnost doplňování informací e-mailem. Jak objem dat postupně rostl, provoz databáze začal být stále nákladnější, a tak byla v roce 1996 ve Velké Británii založena společnost Internet Movie Database Ltd. Jejími podílníky byli administrátoři databáze, prostředky získávala z prodeje reklamy.
Náklady ovšem stále stoupaly. Majitelé IMDb problém vyřešili roku 1998 prodejem celého podniku společnosti Amazon.com za podmínky, že její obsah zůstane volně přístupný na Internetu. Amazon od té doby databázi využívá jako informační zdroj, podporující prodej DVD a videokazet.